# Aït Baha

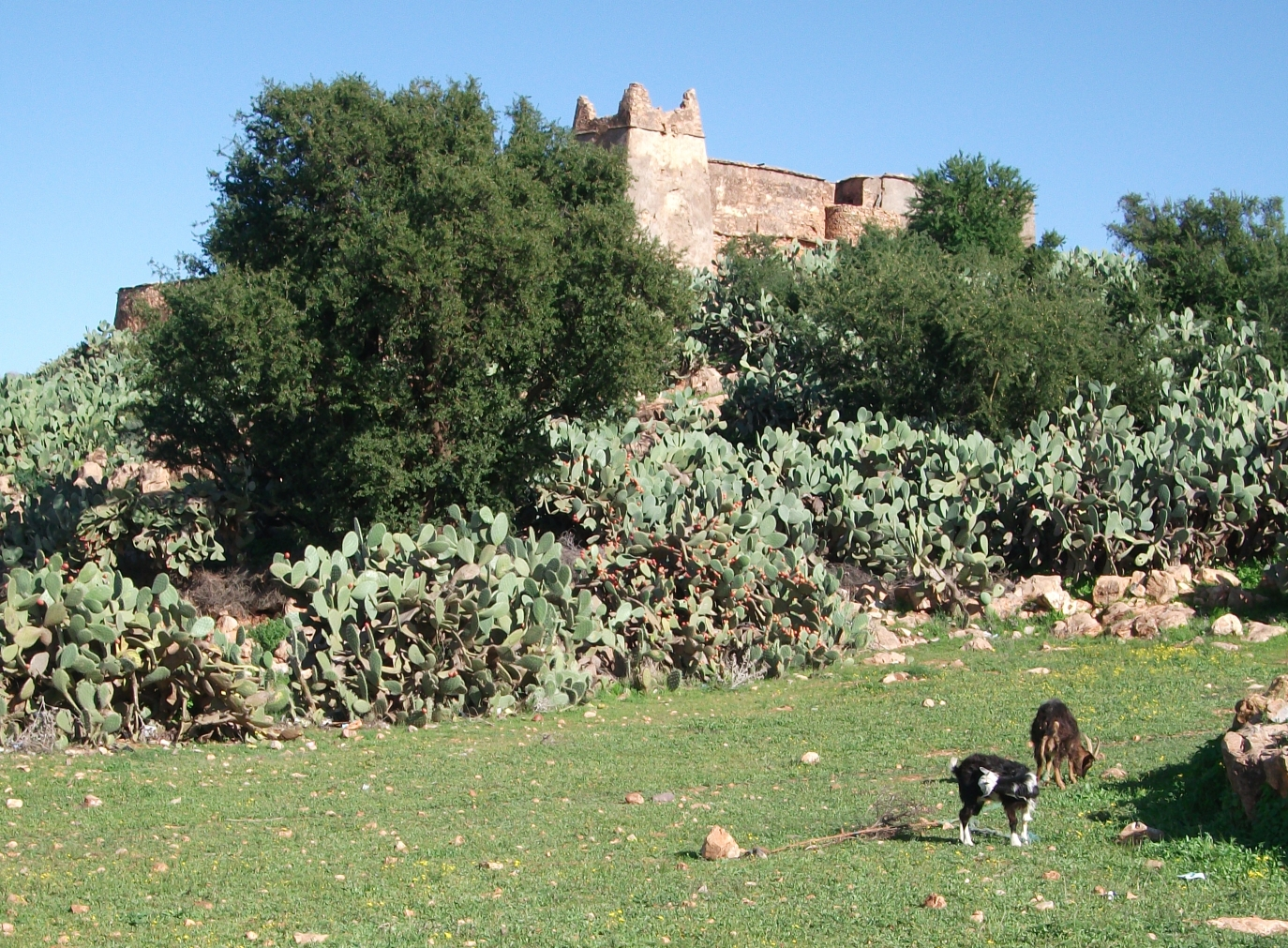
Agadir Imchiguegueln nördlich von Aït Baha

Aït Baha (Taschelhit ⴰⵢⵜ ⴱⴰⵀⴰ; manchmal auch Ait Baha geschrieben) ist eine Kleinstadt mit ca. 6000 Einwohnern in der Provinz Chtouka-Aït Baha in der marokkanischen Region Souss-Massa.

## Lage und Klima
Aït Baha liegt an der R105 im westlichen Antiatlas-Gebirge in einer Höhe von etwa 565 m im Südwesten Marokkos. Die Entfernungen nach Agadir bzw. Inezgane betragen etwa 70 bzw. 60 km. Die Stadt Biougra liegt etwa 35 km nordwestlich; bis nach Tafraoute sind es etwa 90 km in südöstlicher Richtung. Das Klima ist trocken und warm bis heiß; der spärliche Regen (ca. 290 mm/Jahr) fällt hauptsächlich im Winterhalbjahr.

## Bevölkerungsentwicklung
| Jahr      | 1994 | 2004 | 2014 | 2024 |
| Einwohner | 3638 | 4767 | 5668 | 6007 |

Der Bevölkerungsanstieg ist im Wesentlichen auf die Zuwanderung von Berberfamilien aus den umliegenden Bergregionen zurückzuführen.

## Wirtschaft
Die wichtigste Rolle im Wirtschaftsleben der Stadt spielen Kleinhandel und Handwerk. Etwa auf halber Strecke zwischen Biougra und Aït Baha befindet sich eine Zementfabrik. Viele Männer arbeiten in den Städten des Nordens oder in Frankreich, so dass der Ort in hohem Maße von Geldtransferleistungen lebt.

## Sehenswürdigkeiten
Die aus neuen, verputzten und in unterschiedlichen Rottönen gestrichenen Häusern bestehende Stadt verfügt – außer dem sonntags stattfindenden Markt – über keinerlei touristische Attraktionen, eignet sich aber gut für Ausflüge zu den Agadiren der verschiedenen Berberstämme im östlichen Hinterland (Imi'm Korn, Imchiguegueln, Agadir Guimst, Imhilene u. a.). Auch das etwa 30 km südöstlich gelegene verlassene Berberdorf Tioulit und der auf einer Bergkuppe gelegene Ksar Tizourgane sind unbedingt sehenswert.
Etwa 3 km südöstlich von Aït Baha befindet sich ein im Jahr 2004 fertiggestellter Stausee, der die Stadt mit Trinkwasser versorgt.